# ديفيد تانغ
ديفيد تانغ (بالصينية: 鄧永鏘) هو شخصية أعمال صيني، ولد في 2 أغسطس 1954 في هونغ كونغ في الصين، وتوفي في 29 أغسطس 2017 في لندن في المملكة المتحدة بسبب سرطان.